# Атомная энергетика Канады
Атомная энергетика Канады вырабатывает 14,6% электроэнергии в стране. По состоянию на март 2018 года, в Канаде действуют 19 ядерных реакторов суммарной мощностью 13,5 ГВт. По количеству вырабатываемой атомными электростанциями энергии Канада занимает 7 место в мире. В стране находятся большие залежи урановых руд, и Канада много лет является лидером по добыче урана, с мировой долей около 22%.
Особенностью ядерной энергетики Канады является использование тяжеловодных реакторов собственной разработки CANDU (англ. Canada Deuterium Uranium), работающих на необогащенном уране

## Действующие АЭС в Канаде
Полный список АЭС Канады есть в этой статье.
Большая часть действующих АЭС Канады расположена в провинции Онтарио, одна из АЭС - в провинции Нью-Брансуик. 
АЭС в Беканкуре, провинция Квебек, была выведена из эксплуатации в 2012 г.

### ВОнтарио
Ontario Power Generation Pickering A
- UNIT 1 – 515 MW CANDU
- UNIT 2 – 515 MW CANDU (Currently out of service)
- UNIT 3 – 515 MW CANDU (Currently out of service)
- UNIT 4 – 515 MW CANDU

Ontario Power Generation Pickering B
- UNIT 5 – 516 MW CANDU
- UNIT 6 – 516 MW CANDU
- UNIT 7 – 516 MW CANDU
- UNIT 8 – 516 MW CANDU

Ontario Power Generation Darlington
- UNIT 1 – 878 MW CANDU
- UNIT 2 – 878 MW CANDU
- UNIT 3 – 878 MW CANDU
- UNIT 4 – 878 MW CANDU

Bruce Power Bruce A
- UNIT 1 – 772 MW CANDU-6
- UNIT 2 – 772 MW CANDU-6
- UNIT 3 – 730 MW CANDU-6
- UNIT 4 – 730 MW CANDU-6

Bruce Power Bruce B
- UNIT 5 – 817 MW CANDU-6
- UNIT 6 – 817 MW CANDU-6
- UNIT 7 – 817 MW CANDU-6
- UNIT 8 – 817 MW CANDU-6

### ВНью-Брансуике
Пойнт Лепро
- UNIT 1 – 660 MW CANDU-6